# Audubon megye
Audubon megye az Amerikai Egyesült Államokban, azon belül Iowa államban található. Megyeszékhelye és legnagyobb városa Audubon. Lakosainak száma 5674 fő (2020. április 1.). Audubon megye Carroll, Cass, Shelby, Crawford, Guthrie és Adair megyékkel határos.

## Népesség
A megye népességének változása:
| Lakosok száma | 6107 | 6016 | 5876 | 5873 | 5773 | 5674 |
|               | 2010 | 2011 | 2012 | 2013 | 2015 | 2020 |